# Дюрют, Камиль
Граф Франсуа Камиль Антуан Дюрют (фр. François Antoine Camille Durutte; 15 октября 1803, Ипр — 24 сентября 1881, Париж) — французский музыкальный теоретик и композитор. Сын наполеоновского генерала Жозефа Дюрюта.
Окончил Лицей Людовика Великого, в 1823—1825 гг. учился в Политехнической школе, готовясь к карьере военного инженера. После смерти отца (1837) оставил прежние занятия и посвятил себя музыке. Жил в Меце и окрестностях.
Разработал оригинальную математическую теорию музыки, опиравшуюся на работы Юзефа Вроньского и изложенную в трактате «Музыкальная эстетика: Техника, или Общие законы гармонической системы» (фр. Esthétique musicale: technie ou lois générales du système harmonique; 1855) и, в расширенном виде, во второй книге «Музыкальная эстетика: Элементарное изложение гармонической техники и дополнение к этой технике» (фр. Esthétique musicale: résumé élémentaire de la technie harmonique et complément de cette technie; 1876, с посвящением Шарлю Гуно, вроде бы выразившему интерес к изысканиям Дюрюта). Система Дюрюта подверглась резкой критике Франсуа Жозефа Фети и к концу XIX века считалась «бесплодной и ошибочной в математических вычислениях», однако затем ею заинтересовался Эдгар Варез, и постепенно фигура Дюрюта привлекла к себе определённое внимание.
Помимо теоретических работ, Дюрюту принадлежал также ряд музыкальных сочинений в симфоническом и музыкально-театральном жанрах.
Имя Дюрюта носит улица (фр. rue Camille Durutte) в Мее.